# Patriota cooperante

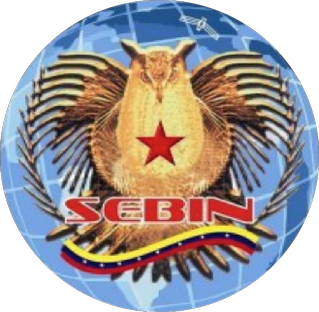
Escudo del SEBIN.

El término patriota cooperante es utilizado en Venezuela desde la fundación del Servicio Bolivariano de Inteligencia Nacional (SEBIN) en 2010 para denominar a informantes anónimos en casos judiciales, sea que pertenezcan a la nómina o que reciban un pago por los datos aportados. Los patriotas cooperantes han sido usados en casos aislados de requisas criminales y de manera más extensa contra los estudiantes que protagonizaron las protestas en Venezuela de 2014 y contra tanto activistas como opositores del gobierno.

## Estructura
A pesar de existir iniciativas para institucionalizar a los delatores, en enero de 2016 el presidente Nicolás Maduro oficializó al sistema de patriotas cooperantes, designando al director general del Servicio Bolivariano de Inteligencia (SEBIN), Gustavo González López, como encargado del "Sistema de Protección Popular para la paz SP3" y precisó que ya se cuenta con “miles de patriotas cooperantes” desplegados a nivel nacional “para adelantarse con información a las amenazas contra el Estado” y para identificar “a las bandas de criminales y paramilitarizadas" y las "bandas de homicidas y sicarios con trabajo de inteligencia”.
El 12 de enero de 2017, en el primer Consejo de Ministros del año, que trató asuntos de la defensa nacional, se constituyó el ODDI, cuya misión es la incorporación del poder popular al Sistema Defensivo Territorial (SDT) bajo la rectoría de las ZODI. El radiograma No.52 indica el uso de los "informantes". El objetivo de la ODDI-Capital es tener presencia en las 22 parroquias de Caracas, trabajar con los equipos comunales de la defensa integral de la nación, con las comunas y con los Comités Locales de Abastecimiento y Producción (CLAP), bajo la dirección del comandante de la ZODI, el general de división Carlos Martínez Stapulionis. Para 2017, el jefe de la REDI-DC era mayor general José Ornellas y la Milicia Nacional Bolivariana. En el caso del estado Portuguesa, coordinada por la Comandancia de ZODI-33, existen catorce Órganos de Dirección de Defensa Integral (ODDI) municipales. En Caracas, la ODDI está bajo el control de la dirigencia del Partido Socialista Unido de Venezuela (PSUV) y dicha instancia fue instalada el 12 de enero en un acto en El Calvario como antesala al "Ejercicio Antimperialista Zamora 200", teniendo la siguiente estructura:
- Presidente: Daniel Aponte, exjefe del gobierno de Distrito Capital.
- Eje político: Alexander Nebreda, exsecretario de Seguridad del PSUV.
- Eje económico: Ronald Rivas.
- Eje social: Griselda Oliveros, coordinadora de los CLAP por el PSUV.
- Comité de Justicia y Orden Interno: Alexander Berroterán, secretario de gobierno del Distrito Capital.
- Comité de Riesgo: Larry Carrera.
- Comité de Tecnología: Richard Rey.

En el operativo Zamora 200, se movilizaron 20.324 personas que recibieron instrucciones para mantener el orden interno frente a manifestaciones violentas de Caracas, de cuatro municipios del estado Miranda y del estado Vargas a Fuerte Tiuna.
La Guía de Planeamiento correspondiente a 2017 sugiere que tanto los colectivos como los “patriotas cooperantes” como “pueblo organizado” serán incorporados para la búsqueda de información sobre criminalidad. En el documento hace referencia a la integración de la inteligencia militar a los cuadrantes de paz se puede lograr "con el pueblo organizado en los órganos de dirección para la defensa integral y en la Milicia Bolivariana, lo cual implica incrementar las redes de inteligencia y contrainteligencia popular como mecanismo para neutralizar las acciones de lucha no armada, especialmente en la lucha contra la especulación, el acaparamiento, el contrabando, y contra cualquier expresión del crimen". Los ámbitos de acción la estructura de inteligencia son las comunas, las comunidades, las parroquias y los municipios que conforman cada una de las Áreas y Zonas Operativas de Defensa Integral.

### Sistema de Defensa contra la Ciberguerra
El Sistema de Defensa contra la Ciberguerra fue un plan ideado por el ministro de la defensa Vladimir Padrino López cuya estructura militar fue impartida en enero de 2017, ha sido ejecutada y llevará el nombre de “patriotas cooperantes”. Según el radiograma No.52- 03390000-0000-0137 que circuló a partir del 22 de marzo de 2017 en los mandos de las regiones estratégicas integrales de los estados llaneros, una de las medidas tomadas desde enero fue “Adiestrar a los comités de seguridad integral de las ODDI (Órganos de Dirección de Defensa Integral) para formar organizaciones del poder popular y, de esa manera, se conviertan en informantes”. Las cuatro comandancias, adscritas a la ZODI-Los Llanos, informarán los avances en lo siguiente:
1. La organización y formación de las redes comunicacionales.
2. Concientizar, no solo a los efectivos de la Fuerza Armada Nacional Bolivariana (FANB), sino también a la población civil, sobre la realidad de las vulnerabilidades de la sociedad actual dependiente casi totalmente de las tecnologías de la información y de la importancia de la interacción entre los dos para repeler o disminuir las amenazas de los ciberataques.
3. Impartir instrucciones en el área de inteligencia popular a las comunidades organizadas.
4. Conformar y organizar a través de asambleas a la población en materia de inteligencia popular.
5. Organizar y conformar redes de inteligencia popular.
6. Emplear a la Milicia y a los ODDI para establecer redes de inteligencia y contrainteligencia, (y actuar) conjuntamente con los órganos de inteligencia y contrainteligencia del territorio.

El Ministerio de la Defensa establece que la FANB constituya una Red de Inteligencia Popular para afrontar una eventual “agresión imperial” o cualquier amenaza al país aunque, en el radiograma, se refiere a cómo afrontar una virtual guerra cibernética, definido en el concepto de la “lucha no armada” como ―lucha informática” (frente a ataques cibernéticos, virus), según documentos.11 El objetivo de la ODDI-Capital es tener presencia en las 22 parroquias de Caracas, trabajar con los equipos comunales de la defensa integral de la nación, comunas y los Comités Locales de Abastecimiento y Distribución (CLAP), bajo la dirección del comandante de la ZODI, general de división Carlos Martínez Stapulionis; el jefe de la REDI-DC, el mayor general José Ornellas y la Milicia Nacional.

## Antecedentes
Durante su gestión como alcalde metropolitano de Caracas, Juan Barreto Cipriani propuso crear una red de taxistas informantes para identificar a opositores que, bajo su expresión, "hablen pendejadas".

## Historia

### Ley de Inteligencia y Contrainteligencia Militar
El 28 de mayo de 2008 entró en vigencia Ley del Sistema Nacional de Inteligencia y Contrainteligencia, , conocida popularmente mientras estuvo en vigor como la "Ley Sapo" y publicada en la Gaceta Oficial, pero fue derogada el 11 de junio de 2008 por el presidente Hugo Chávez debido a la fuerte presión social ejercida contra la misma por su contenido de la obligación de los ciudadanos de delatar a otros ciudadanos.
En 2014, la reforma de la Ley Orgánica de Seguridad de la Nación incorporó en el artículo 59 un "sistema de protección para la paz" fundamentado en el concepto de la "inteligencia popular" con el fin de "promover y ejecutar un nuevo modo de planificación de política criminal y la consecución de los planes en materia de seguridad ciudadana contra amenazas externas e internas a la seguridad de la nación". En un decreto presidencial más detallado y publicado por en Gaceta Oficial se le atribuyen al "sistema popular" funciones inteligencia popular para realizar tareas de vigilancia, seguridad y contraloría social, estableciendo redes coordinadas y entrelazadas entre sí.

### Atentado de Fedecámaras de 2008
En 2008 se colocaron una serie de explosivos en puntos centrales de Caracas, siendo el más letal el que estalló en la sede de Fedecámaras en febrero de 2008. Días después se atribuyó la responsabilidad al "Frente Guerrillero Venceremos", un grupo que según el reportaje de Víctor Escalona en el periódico El Mundo, estaba vinculado al Estado venezolano y estaba radicado en la parroquia 23 de Enero de Caracas. Héctor Serrano Abreu, el perpetrador del atentado que murió al no saber manipularlo y explotar la carga, tenía una placa de la Policía Metropolitana y cobraba en nómina de la Alcaldía Mayor, como parte de una "Red de Inteligencia Social". Juan Barreto Cipriani, entonces alcalde metropolitano, admitió que tenía más de 8.000 miembros en dicha red.

### Transmisiones nacionales
En noviembre de 2014, el presidente de la Asamblea Nacional, Diosdado Cabello, citando información aportada por “patriotas cooperantes”, señaló que doce organizaciones no gubernamentales que presentaron informes sobre tortura durante el examen de Venezuela ante el Comité contra la Tortura de las Naciones Unidas tenían “intereses ocultos”.

### Casos judiciales
El primer proceso judicial en el aparecen individuos protegidos bajo la figura anónima de los patriotas cooperantes fue el 31 de marzo del 2011, cuando miembros del ejército capturaron a dos venezolanos y a dos colombianos en el estado Amazonas supuestamente dedicados a la minería ilegal. Según el expediente del juicio, los soldados llegaron después de una caminata de seis horas a través de la selva gracias al aviso de dos "patriotas cooperantes". Entre este proceso hasta 2013 se iniciaron al menos una decena de casos judiciales por los patriotas cooperantes. A partir de 2014, durante las protestas contra el presidente Nicolás Maduro, que los casos originados por patriotas cooperantes empezaron a multiplicarse. Desde entonces y hasta ahora ha habido al menos 20 casos, según un recuento de Reuters ante la falta de estadísticas oficiales o de organizaciones civiles.Rodolfo Pedro González, también conocido como "El Aviador", fue detenido en abril del 2014 y acusado en mayo de ese año por el entonces ministro del Interior y Justicia, Miguel Rodríguez Torres, de actuar como el operador logístico de las protestas registradas en Caracas a principios de ese año.